# Bahnstrecke Brownville–Saint-Leonard
| Streckenlänge: | 304,0 km                                                                                   |                                                 |                                                 |
| Spurweite: | 1435 mm (Normalspur)                                                                       |                                                 |                                                 |
| Zweigleisigkeit: | –, früher Packards–West Seboeis                                                            |                                                 |                                                 |
| |                                                                                            |                                                 |                                                 |
| Gesellschaft: | Brownville–Bowden: EMR Bowden–Van Buren: MNR, tlw. stillgelegt Van Buren–St.-Leonard: EMRY |                                                 |                                                 |
| Mitbenutzung: | Brownville–Bowden: MNR                                                                     |                                                 |                                                 |
| \| \| \| von Derby \| \| \| \| 0,0 \| Brownville ME \| Brownville ME \| \| \| \| nach Brownville Junction \| \| \| \| \| Pleasant River \| \| \| \| \| Strecke Brookport–Mattawamkeag \| \| \| \| ? \| Mill Brook ME \| Mill Brook ME \| \| \| 17,4 \| Schoodic ME \| Schoodic ME \| \| \| \| von South Lagrange \| \| \| \| 23,5 \| Packards ME \| Packards ME \| \| \| 30,6 \| West Seboeis ME \| West Seboeis ME \| \| \| 36,4 \| Long "A" ME \| Long "A" ME \| \| \| ? \| Ingalls Siding \| Ingalls Siding \| \| \| ? \| Perkins ME \| Perkins ME \| \| \| 44,6 \| Norcross ME \| Norcross ME \| \| \| ? \| North Twin ME \| North Twin ME \| \| \| \| Penobscot River (Westzweig) \| \| \| \| ? \| Quakish Siding \| Quakish Siding \| \| \| \| Anschluss zum Millinocket Industry Park \| \| \| \| 53,3 \| Millinocket ME \| Millinocket ME \| \| \| \| Millinocket Stream \| \| \| \| ? \| Bowden ME (früher Schoodic Junction) \| Bowden ME (früher Schoodic Junction) \| \| \| \| nach East Millinocket \| \| \| \| \| Eigentumsgrenze EMR / Bundesstaat Maine \| \| \| \| \| Penobscot River (Ostzweig) \| \| \| \| 67,6 \| Grindstone ME \| Grindstone ME \| \| \| ? \| Summit ME \| Summit ME \| \| \| 82,6 \| Davidson ME \| Davidson ME \| \| \| 85,8 \| Stacyville ME \| Stacyville ME \| \| \| ? \| Siberia ME \| Siberia ME \| \| \| 91,9 \| Sherman ME \| Sherman ME \| \| \| ? \| Patten Junction ME \| Patten Junction ME \| \| \| \| nach Patten \| \| \| \| \| Molunkus Stream \| \| \| \| 100,4 \| Crystal ME \| Crystal ME \| \| \| ? \| Belvidere ME \| Belvidere ME \| \| \| \| Fish Stream \| \| \| \| \| Mattawamkeag River (Westzweig) \| \| \| \| 109,8 \| Island Falls ME \| Island Falls ME \| \| \| \| Güteranschluss \| \| \| \| 120,2 \| Dyer Brook ME \| Dyer Brook ME \| \| \| 123,9 \| Oakfield ME \| Oakfield ME \| \| \| \| nach Fort Kent \| \| \| \| ? \| Ashland Junction \| Ashland Junction \| \| \| ? \| Bennett ME \| Bennett ME \| \| \| ? \| Timoney ME \| Timoney ME \| \| \| 135,0 \| Ludlow ME \| Ludlow ME \| \| \| 141,6 \| New Limerick ME \| New Limerick ME \| \| \| \| Meduxnekeag River \| \| \| \| 151,8 \| Houlton ME \| Houlton ME \| \| \| \| Meduxnekeag River (Südzweig) \| \| \| \| ? \| Industrieanschluss \| Industrieanschluss \| \| \| ? \| Littleton ME Wiley Road \| Littleton ME Wiley Road \| \| \| 165,0 \| Littleton ME \| Littleton ME \| \| \| ? \| Hill ME \| Hill ME \| \| \| ? \| Sharp ME \| Sharp ME \| \| \| 171,7 \| Monticello ME \| Monticello ME \| \| \| \| Meduxnekeag River (Nordzweig) \| \| \| \| ? \| Foster ME \| Foster ME \| \| \| 179,9 \| Harvey ME \| Harvey ME \| \| \| 189,6 \| Bridgewater ME \| Bridgewater ME \| \| \| 195,5 \| Robinson ME \| Robinson ME \| \| \| 200,5 \| Mars Hill ME \| Mars Hill ME \| \| \| 208,6 \| Westfield ME \| Westfield ME \| \| \| \| von Fort Fairfield \| \| \| \| 216,1 \| Phair ME (früher Fort Fairfield Junction) \| Phair ME (früher Fort Fairfield Junction) \| \| \| ? \| English ME \| English ME \| \| \| ? \| Aroostook Farm ME \| Aroostook Farm ME \| \| \| ? \| Deering ME \| Deering ME \| \| \| \| nach Mapleton \| \| \| \| 225,3 \| Presque Isle ME BAR Station \| Presque Isle ME BAR Station \| \| \| ? \| Saunders ME \| Saunders ME \| \| \| \| Verbindungsgleis zur CP \| \| \| \| \| Strecke Presque Isle Junction–Washburn Junction \| \| \| \| \| Aroostook River \| \| \| \| \| ehem. Anschlussbahn zur Caribou Road \| \| \| \| ? \| Perry ME \| Perry ME \| \| \| ? \| Gooding's ME \| Gooding's ME \| \| \| ? \| Riverview ME \| Riverview ME \| \| \| ? \| Scott's ME \| Scott's ME \| \| \| 238,8 \| Maysville ME \| Maysville ME \| \| \| ? \| Dow ME \| Dow ME \| \| \| 248,8 \| Caribou ME \| Caribou ME \| \| \| \| nach Limestone \| \| \| \| ? \| Barretts ME \| Barretts ME \| \| \| ? \| Caribou ME Ogren Road \| Caribou ME Ogren Road \| \| \| ? \| Ben Thomas Siding \| Ben Thomas Siding \| \| \| 263,6 \| New Sweden ME \| New Sweden ME \| \| \| ? \| Rista ME \| Rista ME \| \| \| 271,2 \| Jemtland ME \| Jemtland ME \| \| \| \| Madawaska River \| \| \| \| 275,4 \| Stockholm ME \| Stockholm ME \| \| \| \| nach Squa Pan \| \| \| \| ? \| Collins ME \| Collins ME \| \| \| ? \| Watson ME \| Watson ME \| \| \| ? \| Martin ME \| Martin ME \| \| \| 302,1 \| Van Buren ME \| Van Buren ME \| \| \| \| nach Fort Kent (Canadian Junction) \| \| \| \| \| Saint John River/Staatsgrenze USA/Kanada \| \| \| \| \| Verbindungsgleis nach Tide Head \| \| \| \| \| von Moncton (St.-Leonard INR Junction) \| \| \| \| \| Verbindungsgleis von Tide Head \| \| \| \| \| nach Quebec City \| \| |                                                                                            |                                                 |                                                 |
| Strecke |                                                                                            | von Derby                                       | von Derby                                       |
| Dienststation / Betriebs- oder Güterbahnhof | 0,0                                                                                        | Brownville ME                                   | Brownville ME                                   |
| Abzweig geradeaus, nach links und von links |                                                                                            | nach Brownville Junction                        | nach Brownville Junction                        |
| Brücke über Wasserlauf |                                                                                            | Pleasant River                                  | Pleasant River                                  |
| Kreuzung geradeaus unten |                                                                                            | Strecke Brookport–Mattawamkeag                  | Strecke Brookport–Mattawamkeag                  |
| ehemaliger Haltepunkt / Haltestelle | ?                                                                                          | Mill Brook ME                                   | Mill Brook ME                                   |
| ehemaliger Bahnhof | 17,4                                                                                       | Schoodic ME                                     | Schoodic ME                                     |
| Abzweig geradeaus und ehemals von rechts |                                                                                            | von South Lagrange                              | von South Lagrange                              |
| ehemaliger Bahnhof | 23,5                                                                                       | Packards ME                                     | Packards ME                                     |
| ehemaliger Dienststation / Betriebs- oder Güterbahnhof | 30,6                                                                                       | West Seboeis ME                                 | West Seboeis ME                                 |
| ehemaliger Haltepunkt / Haltestelle | 36,4                                                                                       | Long "A" ME                                     | Long "A" ME                                     |
| Dienststation / Betriebs- oder Güterbahnhof | ?                                                                                          | Ingalls Siding                                  | Ingalls Siding                                  |
| ehemaliger Haltepunkt / Haltestelle | ?                                                                                          | Perkins ME                                      | Perkins ME                                      |
| ehemaliger Bahnhof | 44,6                                                                                       | Norcross ME                                     | Norcross ME                                     |
| Dienststation / Betriebs- oder Güterbahnhof | ?                                                                                          | North Twin ME                                   | North Twin ME                                   |
| Brücke über Wasserlauf |                                                                                            | Penobscot River (Westzweig)                     | Penobscot River (Westzweig)                     |
| Dienststation / Betriebs- oder Güterbahnhof | ?                                                                                          | Quakish Siding                                  | Quakish Siding                                  |
| Abzweig geradeaus und von rechts |                                                                                            | Anschluss zum Millinocket Industry Park         | Anschluss zum Millinocket Industry Park         |
| Dienststation / Betriebs- oder Güterbahnhof | 53,3                                                                                       | Millinocket ME                                  | Millinocket ME                                  |
| Brücke über Wasserlauf |                                                                                            | Millinocket Stream                              | Millinocket Stream                              |
| Dienststation / Betriebs- oder Güterbahnhof | ?                                                                                          | Bowden ME (früher Schoodic Junction)            | Bowden ME (früher Schoodic Junction)            |
| Abzweig geradeaus und nach rechts |                                                                                            | nach East Millinocket                           | nach East Millinocket                           |
| Grenze |                                                                                            | Eigentumsgrenze EMR / Bundesstaat Maine         | Eigentumsgrenze EMR / Bundesstaat Maine         |
| Brücke über Wasserlauf |                                                                                            | Penobscot River (Ostzweig)                      | Penobscot River (Ostzweig)                      |
| Dienststation / Betriebs- oder Güterbahnhof | 67,6                                                                                       | Grindstone ME                                   | Grindstone ME                                   |
| ehemaliger Haltepunkt / Haltestelle | ?                                                                                          | Summit ME                                       | Summit ME                                       |
| ehemaliger Bahnhof | 82,6                                                                                       | Davidson ME                                     | Davidson ME                                     |
| Dienststation / Betriebs- oder Güterbahnhof | 85,8                                                                                       | Stacyville ME                                   | Stacyville ME                                   |
| ehemaliger Haltepunkt / Haltestelle | ?                                                                                          | Siberia ME                                      | Siberia ME                                      |
| Dienststation / Betriebs- oder Güterbahnhof | 91,9                                                                                       | Sherman ME                                      | Sherman ME                                      |
| Dienststation / Betriebs- oder Güterbahnhof | ?                                                                                          | Patten Junction ME                              | Patten Junction ME                              |
| Abzweig geradeaus, ehemals nach links und ehemals von links |                                                                                            | nach Patten                                     | nach Patten                                     |
| Brücke über Wasserlauf |                                                                                            | Molunkus Stream                                 | Molunkus Stream                                 |
| Dienststation / Betriebs- oder Güterbahnhof | 100,4                                                                                      | Crystal ME                                      | Crystal ME                                      |
| Dienststation / Betriebs- oder Güterbahnhof | ?                                                                                          | Belvidere ME                                    | Belvidere ME                                    |
| Brücke über Wasserlauf |                                                                                            | Fish Stream                                     | Fish Stream                                     |
| Brücke über Wasserlauf |                                                                                            | Mattawamkeag River (Westzweig)                  | Mattawamkeag River (Westzweig)                  |
| Dienststation / Betriebs- oder Güterbahnhof | 109,8                                                                                      | Island Falls ME                                 | Island Falls ME                                 |
| Abzweig geradeaus und ehemals nach rechts |                                                                                            | Güteranschluss                                  | Güteranschluss                                  |
| Dienststation / Betriebs- oder Güterbahnhof | 120,2                                                                                      | Dyer Brook ME                                   | Dyer Brook ME                                   |
| Dienststation / Betriebs- oder Güterbahnhof | 123,9                                                                                      | Oakfield ME                                     | Oakfield ME                                     |
| Abzweig geradeaus, nach links und von links |                                                                                            | nach Fort Kent                                  | nach Fort Kent                                  |
| ehemaliger Haltepunkt / Haltestelle | ?                                                                                          | Ashland Junction                                | Ashland Junction                                |
| ehemaliger Haltepunkt / Haltestelle | ?                                                                                          | Bennett ME                                      | Bennett ME                                      |
| ehemaliger Haltepunkt / Haltestelle | ?                                                                                          | Timoney ME                                      | Timoney ME                                      |
| ehemaliger Bahnhof | 135,0                                                                                      | Ludlow ME                                       | Ludlow ME                                       |
| Dienststation / Betriebs- oder Güterbahnhof | 141,6                                                                                      | New Limerick ME                                 | New Limerick ME                                 |
| Brücke über Wasserlauf |                                                                                            | Meduxnekeag River                               | Meduxnekeag River                               |
| Dienststation / Betriebs- oder Güterbahnhof | 151,8                                                                                      | Houlton ME                                      | Houlton ME                                      |
| Brücke über Wasserlauf |                                                                                            | Meduxnekeag River (Südzweig)                    | Meduxnekeag River (Südzweig)                    |
| Betriebs-/Güterbahnhof Strecke ab hier außer Betrieb | ?                                                                                          | Industrieanschluss                              | Industrieanschluss                              |
| Haltepunkt / Haltestelle (Strecke außer Betrieb) | ?                                                                                          | Littleton ME Wiley Road                         | Littleton ME Wiley Road                         |
| Bahnhof (Strecke außer Betrieb) | 165,0                                                                                      | Littleton ME                                    | Littleton ME                                    |
| Haltepunkt / Haltestelle (Strecke außer Betrieb) | ?                                                                                          | Hill ME                                         | Hill ME                                         |
| Haltepunkt / Haltestelle (Strecke außer Betrieb) | ?                                                                                          | Sharp ME                                        | Sharp ME                                        |
| Bahnhof (Strecke außer Betrieb) | 171,7                                                                                      | Monticello ME                                   | Monticello ME                                   |
| Brücke über Wasserlauf (Strecke außer Betrieb) |                                                                                            | Meduxnekeag River (Nordzweig)                   | Meduxnekeag River (Nordzweig)                   |
| Haltepunkt / Haltestelle (Strecke außer Betrieb) | ?                                                                                          | Foster ME                                       | Foster ME                                       |
| Bahnhof (Strecke außer Betrieb) | 179,9                                                                                      | Harvey ME                                       | Harvey ME                                       |
| Bahnhof (Strecke außer Betrieb) | 189,6                                                                                      | Bridgewater ME                                  | Bridgewater ME                                  |
| Bahnhof (Strecke außer Betrieb) | 195,5                                                                                      | Robinson ME                                     | Robinson ME                                     |
| Bahnhof (Strecke außer Betrieb) | 200,5                                                                                      | Mars Hill ME                                    | Mars Hill ME                                    |
| Bahnhof (Strecke außer Betrieb) | 208,6                                                                                      | Westfield ME                                    | Westfield ME                                    |
| Abzweig ehemals geradeaus, ehemals nach rechts und von rechts |                                                                                            | von Fort Fairfield                              | von Fort Fairfield                              |
| ehemaliger Dienststation / Betriebs- oder Güterbahnhof | 216,1                                                                                      | Phair ME (früher Fort Fairfield Junction)       | Phair ME (früher Fort Fairfield Junction)       |
| ehemaliger Haltepunkt / Haltestelle | ?                                                                                          | English ME                                      | English ME                                      |
| ehemaliger Haltepunkt / Haltestelle | ?                                                                                          | Aroostook Farm ME                               | Aroostook Farm ME                               |
| ehemaliger Haltepunkt / Haltestelle | ?                                                                                          | Deering ME                                      | Deering ME                                      |
| Abzweig geradeaus, nach links und von links |                                                                                            | nach Mapleton                                   | nach Mapleton                                   |
| Dienststation / Betriebs- oder Güterbahnhof | 225,3                                                                                      | Presque Isle ME BAR Station                     | Presque Isle ME BAR Station                     |
| Dienststation / Betriebs- oder Güterbahnhof | ?                                                                                          | Saunders ME                                     | Saunders ME                                     |
| Abzweig geradeaus und ehemals nach rechts |                                                                                            | Verbindungsgleis zur CP                         | Verbindungsgleis zur CP                         |
| Kreuzung geradeaus oben (Querstrecke außer Betrieb) |                                                                                            | Strecke Presque Isle Junction–Washburn Junction | Strecke Presque Isle Junction–Washburn Junction |
| Brücke über Wasserlauf |                                                                                            | Aroostook River                                 | Aroostook River                                 |
| Abzweig geradeaus und ehemals von links |                                                                                            | ehem. Anschlussbahn zur Caribou Road            | ehem. Anschlussbahn zur Caribou Road            |
| ehemaliger Haltepunkt / Haltestelle | ?                                                                                          | Perry ME                                        | Perry ME                                        |
| ehemaliger Haltepunkt / Haltestelle | ?                                                                                          | Gooding's ME                                    | Gooding's ME                                    |
| ehemaliger Haltepunkt / Haltestelle | ?                                                                                          | Riverview ME                                    | Riverview ME                                    |
| ehemaliger Haltepunkt / Haltestelle | ?                                                                                          | Scott's ME                                      | Scott's ME                                      |
| ehemaliger Bahnhof | 238,8                                                                                      | Maysville ME                                    | Maysville ME                                    |
| ehemaliger Haltepunkt / Haltestelle | ?                                                                                          | Dow ME                                          | Dow ME                                          |
| Dienststation / Betriebs- oder Güterbahnhof | 248,8                                                                                      | Caribou ME                                      | Caribou ME                                      |
| Abzweig ehemals geradeaus und nach rechts |                                                                                            | nach Limestone                                  | nach Limestone                                  |
| Haltepunkt / Haltestelle (Strecke außer Betrieb) | ?                                                                                          | Barretts ME                                     | Barretts ME                                     |
| Haltepunkt / Haltestelle (Strecke außer Betrieb) | ?                                                                                          | Caribou ME Ogren Road                           | Caribou ME Ogren Road                           |
| Dienststation / Betriebs- oder Güterbahnhof (Strecke außer Betrieb) | ?                                                                                          | Ben Thomas Siding                               | Ben Thomas Siding                               |
| Bahnhof (Strecke außer Betrieb) | 263,6                                                                                      | New Sweden ME                                   | New Sweden ME                                   |
| Haltepunkt / Haltestelle (Strecke außer Betrieb) | ?                                                                                          | Rista ME                                        | Rista ME                                        |
| Bahnhof (Strecke außer Betrieb) | 271,2                                                                                      | Jemtland ME                                     | Jemtland ME                                     |
| Brücke über Wasserlauf (Strecke außer Betrieb) |                                                                                            | Madawaska River                                 | Madawaska River                                 |
| Bahnhof (Strecke außer Betrieb) | 275,4                                                                                      | Stockholm ME                                    | Stockholm ME                                    |
| Abzweig geradeaus, nach links und von links (Strecke außer Betrieb) |                                                                                            | nach Squa Pan                                   | nach Squa Pan                                   |
| Haltepunkt / Haltestelle (Strecke außer Betrieb) | ?                                                                                          | Collins ME                                      | Collins ME                                      |
| Haltepunkt / Haltestelle (Strecke außer Betrieb) | ?                                                                                          | Watson ME                                       | Watson ME                                       |
| Haltepunkt / Haltestelle (Strecke außer Betrieb) | ?                                                                                          | Martin ME                                       | Martin ME                                       |
| Betriebs-/Güterbahnhof Strecke bis hier außer Betrieb | 302,1                                                                                      | Van Buren ME                                    | Van Buren ME                                    |
| Abzweig geradeaus und nach links |                                                                                            | nach Fort Kent (Canadian Junction)              | nach Fort Kent (Canadian Junction)              |
| Grenze auf Brücke über Wasserlauf |                                                                                            | Saint John River/Staatsgrenze USA/Kanada        | Saint John River/Staatsgrenze USA/Kanada        |
| Abzweig geradeaus und ehemals nach rechts |                                                                                            | Verbindungsgleis nach Tide Head                 | Verbindungsgleis nach Tide Head                 |
| Abzweig geradeaus und von rechts |                                                                                            | von Moncton (St.-Leonard INR Junction)          | von Moncton (St.-Leonard INR Junction)          |
| Abzweig geradeaus und von rechts |                                                                                            | Verbindungsgleis von Tide Head                  | Verbindungsgleis von Tide Head                  |
| Strecke |                                                                                            | nach Quebec City                                | nach Quebec City                                |

Die Bahnstrecke Brownville–Saint-Leonard ist eine Eisenbahnstrecke in Maine (Vereinigte Staaten). Der letzte Kilometer der Strecke liegt in der kanadischen Provinz New Brunswick. Die Strecke ist 304 Kilometer lang und verbindet die Städte Brownville, Houlton, Presque Isle, Caribou und Saint-Léonard.
Die normalspurige Strecke ist zwischen Houlton und Phair sowie zwischen Caribou und Van Buren stillgelegt. Der Abschnitt von Brownville bis Bowden gehörte bis Herbst 2022 der Central Maine and Quebec Railway, ehe die Eastern Maine Railway (EMR) – deren Schwesterfirma Maine Northern Railway (MNR) bereits ein Mitbenutzungsrecht für den Abschnitt besaß – die Strecke erwarb. Die MNR betreibt die Abschnitte von Bowden bis Houlton und von Phair bis Caribou, die sie vom Bundesstaat Maine gepachtet hat. Der kurze Streckenabschnitt von Van Buren bis zur Staatsgrenze gehört der EMR, der in Kanada liegende Abschnitt der New Brunswick Southern Railway. Auf allen noch vorhandenen Abschnitten findet ausschließlich Güterverkehr statt.

## Geschichte
Im Nordosten des Bundesstaats Maine waren, vor allem im Tal des Aroostook River, schon früh mehrere Städte gegründet worden, darunter Caribou und Presque Isle. Diese Städte und auch die Hauptstadt des Aroostook County, Houlton, sollten Anschluss an das Eisenbahnnetz erhalten. Die am 10. April 1854 gegründete Aroostook Railroad hatte sich dieser Aufgabe gewidmet, begann jedoch nicht mit dem Bau.
In den Jahrzehnten danach wurden die genannten Städte zwar an das Eisenbahnnetz angeschlossen, jedoch an das kanadische durch kanadische Bahngesellschaften. Man wollte aber auch direkten Anschluss an das US-amerikanische Eisenbahnnetz haben. Also gründete man die Bangor and Aroostook Railroad, die von Brownville aus eine Bahnstrecke nach Houlton baute, wo auch die Strecke der Houlton Branch Railroad endete, zu der jedoch keine Gleisverbindung gebaut wurde. Nach nur zwei Jahren Bauzeit ging die 152 Kilometer lange Strecke am 24. Dezember 1893 in Betrieb. Am 5. Dezember 1894 war Presque Isle erreicht und am 1. Januar 1895 wurde die Strecke bis Caribou verlängert.
Die weiter nördlich gelegene Stadt Van Buren war jedoch immer noch nicht ans Bahnnetz angebunden. Also beschloss die BAR, ihre Hauptstrecke weiter nach Norden zu verlängern. Ab dem 16. November 1897 fuhren die Züge bis Van Buren.
Anfang des 20. Jahrhunderts plante man, eine weitere Hauptstrecke zu bauen, die von New Brunswick über Van Buren in Richtung Brownville führen sollte. Der Saint John River stellte dabei ein natürliches Hindernis dar, das es zunächst zu überwinden galt. Die BAR gründete eine Tochtergesellschaft, die Van Buren Bridge Company, und begann 1913 mit dem Bau einer Bahnbrücke über den Fluss, die am 1. Mai 1915 ausschließlich für den Güterverkehr eröffnet wurde. Die anschließende Bahnstrecke von Van Buren wurde schon 1910 bis St. Francis eröffnet. Die restliche geplante Strecke, die sogenannte Allagash Line, wurde jedoch nie gebaut.

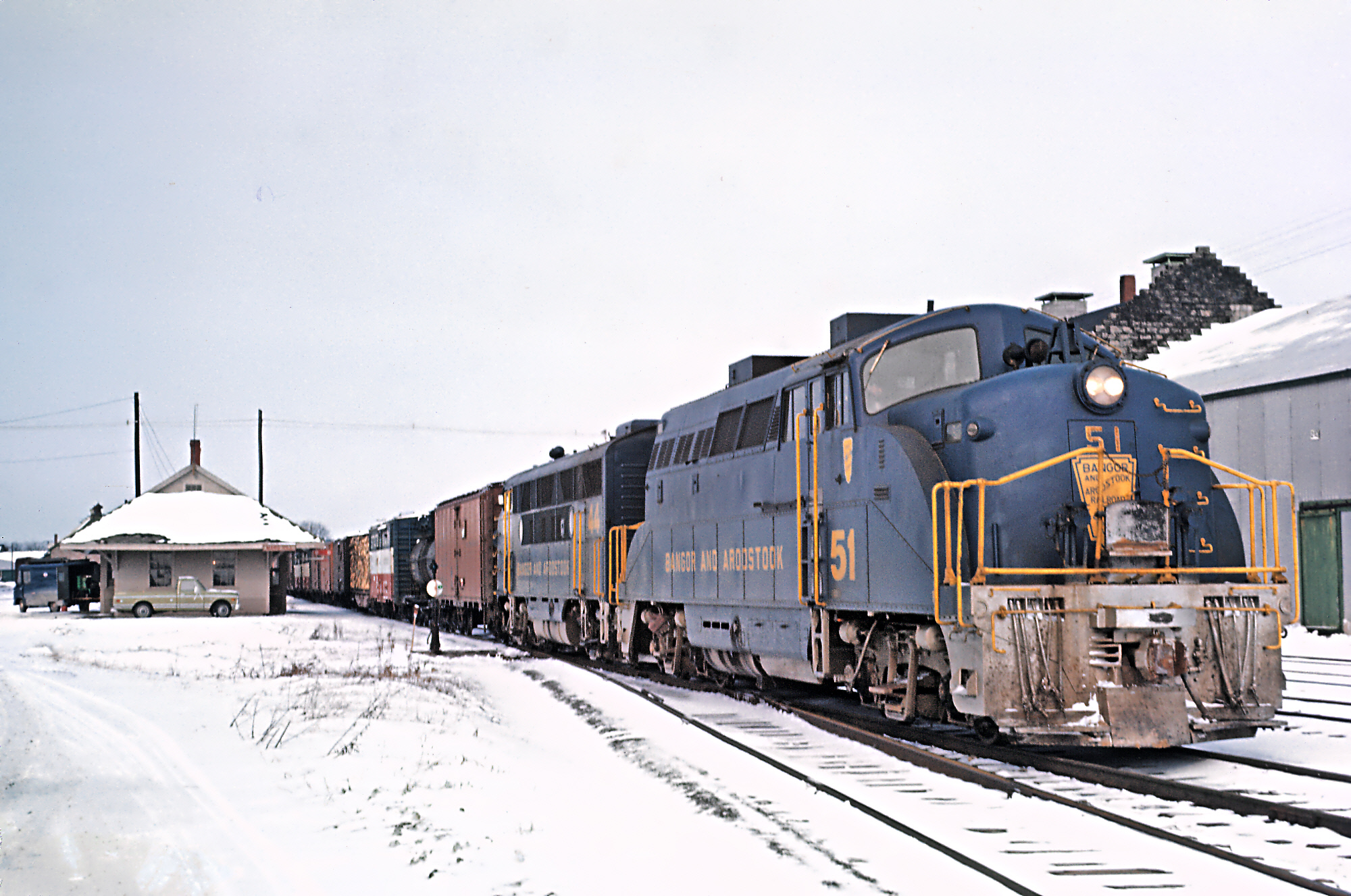
BAR-Zug in Mars Hill, 1970

Nachdem am 4. September 1961 der Personenverkehr auf der Gesamtstrecke endete, wurde die Strecke ab 1975 abschnittsweise zwischen Houlton und Van Buren stillgelegt, lediglich der Abschnitt Phair–Caribou ist noch in Betrieb. Zuerst endete der Verkehr 1975 zwischen Monticello und Bridgewater. 1979 folgte die Verbindung zwischen Caribou und Stockholm. Ab 1980 fuhren zwischen Houlton und Monticello keine Züge mehr, ab 1982 zwischen Stockholm und Van Buren und ab 1984 zwischen Bridgewater und Phair. Seit 2003 betreibt die Montreal, Maine and Atlantic Railway (MMA) den Güterverkehr auf den restlichen Streckenteilen, die 2014 unter dem Namen Central Maine and Quebec Railway neu aufgestellt wurde.
Im Februar 2010 verkündete die MMA, dass sie beabsichtigt, ihr gesamtes Netz nördlich von Millinocket bis auf ein kurzes Stück von Saint-Leonard nach Madawaska, und damit auch die Abschnitte Millinocket–Houlton und Phair–Caribou, stillzulegen. Am 20. Oktober 2010 kaufte der Bundesstaat Maine diese Streckenabschnitte, was jedoch aus rechtlichen Gründen erst nach formaler Erteilung der Stilllegungsgenehmigung durch das Surface Transportation Board am 28. Dezember 2010 wirksam werden konnte. Der Bundesstaat schrieb die Strecken zum Betrieb aus und verpachtete sie zum 1. Juli 2011 an die Maine Northern Railway, eine Tochtergesellschaft der New Brunswick Southern Railway (NBSR) aus Kanada, die die Betriebsführung zwischen Millinocket und Houlton sowie zwischen Phair und Caribou übernahm. Zwischen Brownville und Millinocket vereinbarte sie ein Mitbenutzungsrecht. Am 19. Juni 2013 verkaufte die MMA auch den Abschnitt von Van Buren bis St.-Leonard, nämlich an die Eastern Maine Railway, die ebenfalls eine Tochtergesellschaft der NBSR ist. Den Güterverkehr nördlich von Bowden betreibt seither die NBSR mit ihren Zügen.
Im Oktober 2022 wurde der Verkauf des Streckenabschnitts Brownville–Bowden an die Eastern Maine Railway bekanntgegeben.

## Streckenbeschreibung

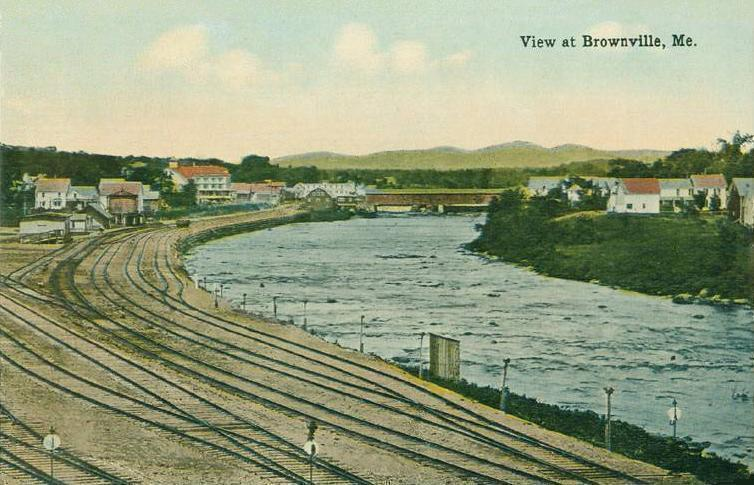
Bahnhof Brownville, Maine, Postkarte 1912

Die Strecke zweigt im Städtchen Brownville (Piscataquis County) von der Bahnstrecke Derby–Katahdin Iron Works ab und verläuft in Richtung Nordosten. Sie unterquert dabei nördlich der Stadt die Eastern Maine Railway. Danach führt sie westlich des Schoodic Lake und des Seboeis Lake und östlich der Twin Lakes weiter durch gemeindefreies Gebiet bis Millinocket im Penobscot County. Hier befindet sich ein größerer Güterbahnhof, der dem Hauptkunden der Bahn, einer großen Papierfabrik, als Verladestation dient. Kurz hinter der Stadt zweigt in Richtung Südosten die Strecke nach East Millinocket ab.
Im weiteren Verlauf überquert die Strecke in Grindstone den Penobscot River. Die Strecke liegt bis Sherman parallel zur Staatsstraße 11, die mehrfach überquert wird. Sie ist insgesamt recht kurvenreich und verläuft größtenteils nicht in Flusstälern. Ab Sherman, wo sie die Grenze zum Aroostook County überquert, verläuft die Trasse bis zum County-Sitz Houlton parallel zur Interstate 95 und zum Highway 2. Die weiterführende Strecke in Richtung Presque Isle ist stillgelegt, sodass der Bahnhof Houlton nunmehr ein Endbahnhof ist.

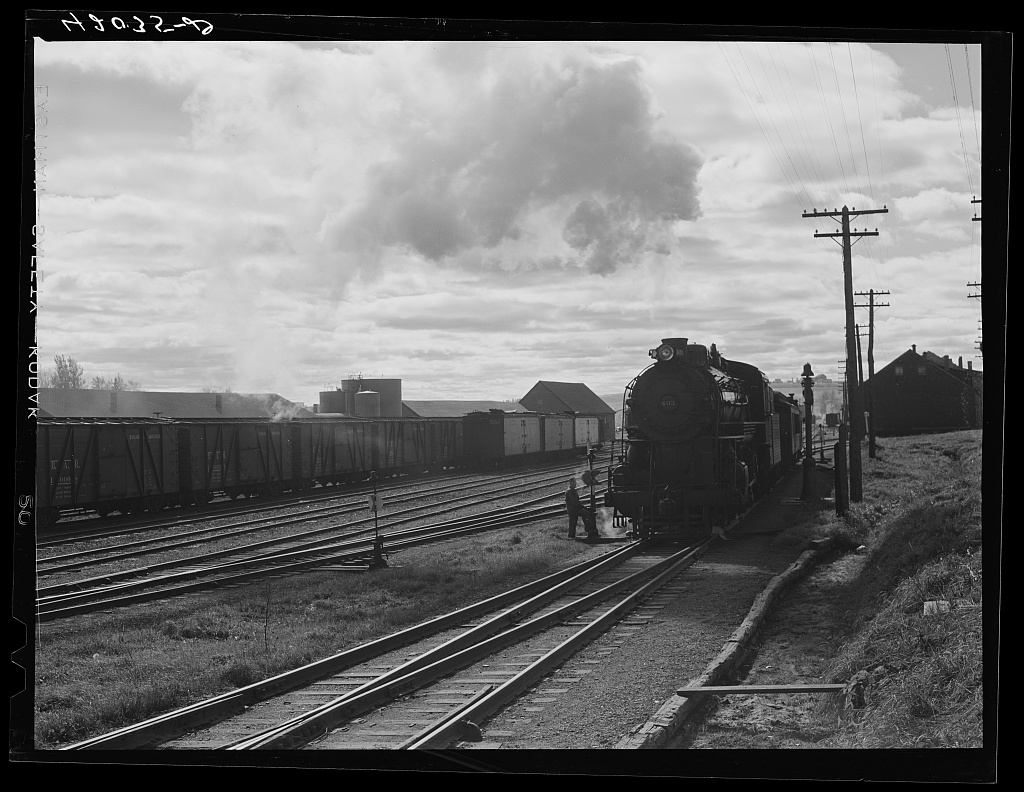
Zug der BAR in Caribou, Maine im Oktober 1940

Die stillgelegte Strecke verläuft von Houlton weiter nordwärts parallel zur kanadischen Grenze und zum US-Highway 1. In Höhe Sharp wurde ein Teil der Trasse für eine neue Führung des Highways verbaut. Die Bahn führt dann kurvenreich in Richtung Norden und trifft in Presque Isle auf den Aroostook River. Sie kreuzt über eine große Brücke die ehemalige Aroostook Valley Railroad und den Fluss und führt weiter am westlichen Flussufer entlang bis Caribou.
Hier verlässt die nunmehr wieder außer Betrieb befindliche Strecke das Tal und verläuft in Richtung Nordwesten bis Stockholm. Da das Gelände in diesem Bereich hügeliger wird, wird auch die Strecke wieder kurviger. Sie führt von Stockholm in Richtung Nordosten nach Van Buren, das zunächst südlich umfahren wird. Am südlichsten Punkt dieser Umfahrung liegt der Güterbahnhof. Am nördlichen Stadtrand biegt die Strecke von der in Richtung Fort Kent weiterführenden Trasse ab und führt über die Van Buren Bridge ins kanadische St.-Leonard, wo die Strecke in einem großen Güterbahnhof endet. In St.-Leonard mündet die Strecke in die Hauptstrecke der Canadian National Railways ein.

## Personenverkehr
Anfangs verkehrten drei Züge von Brownville bis Caribou, von denen zwei weiter bis Van Buren fuhren. Hinzu kamen die Züge der Strecke Oakfield–Fort Kent, die in der Regel über die Hauptstrecke bis Houlton verkehrten. Nach Eröffnung der Abkürzungsstrecke östlich von Brownville 1907 verkehrten einige der Züge der Hauptstrecke über diese neue Verbindung. Dies endete Ende der 1910er Jahre. Außerdem verkehrte von etwa 1920 bis 1938 ein Zug der Strecke Phair–Fort Fairfield bis Presque Isle. Die Züge auf der Strecke Squa Pan–Stockholm fuhren von der Eröffnung der Strecke 1910 bis 1940 über Stockholm hinaus weiter bis Van Buren.
Expresszüge auf der Strecke waren der von 1935 an Aroostook Flyer genannte Zug, der zwischen Bangor und Van Buren verkehrte und 1954 eingestellt wurde, sowie der Potatoland Special, der diesen Namen ab etwa 1944 trug und Kurswagen nach Boston hatte. Der Potatoland Special verkehrte anfangs ebenfalls nach Van Buren, ab 1960 nur noch bis Caribou. Er war der letzte Reisezug auf der Bahnstrecke Brownville–Saint-Leonard und fuhr am 4. September 1961 zum letzten Mal.